# Expert

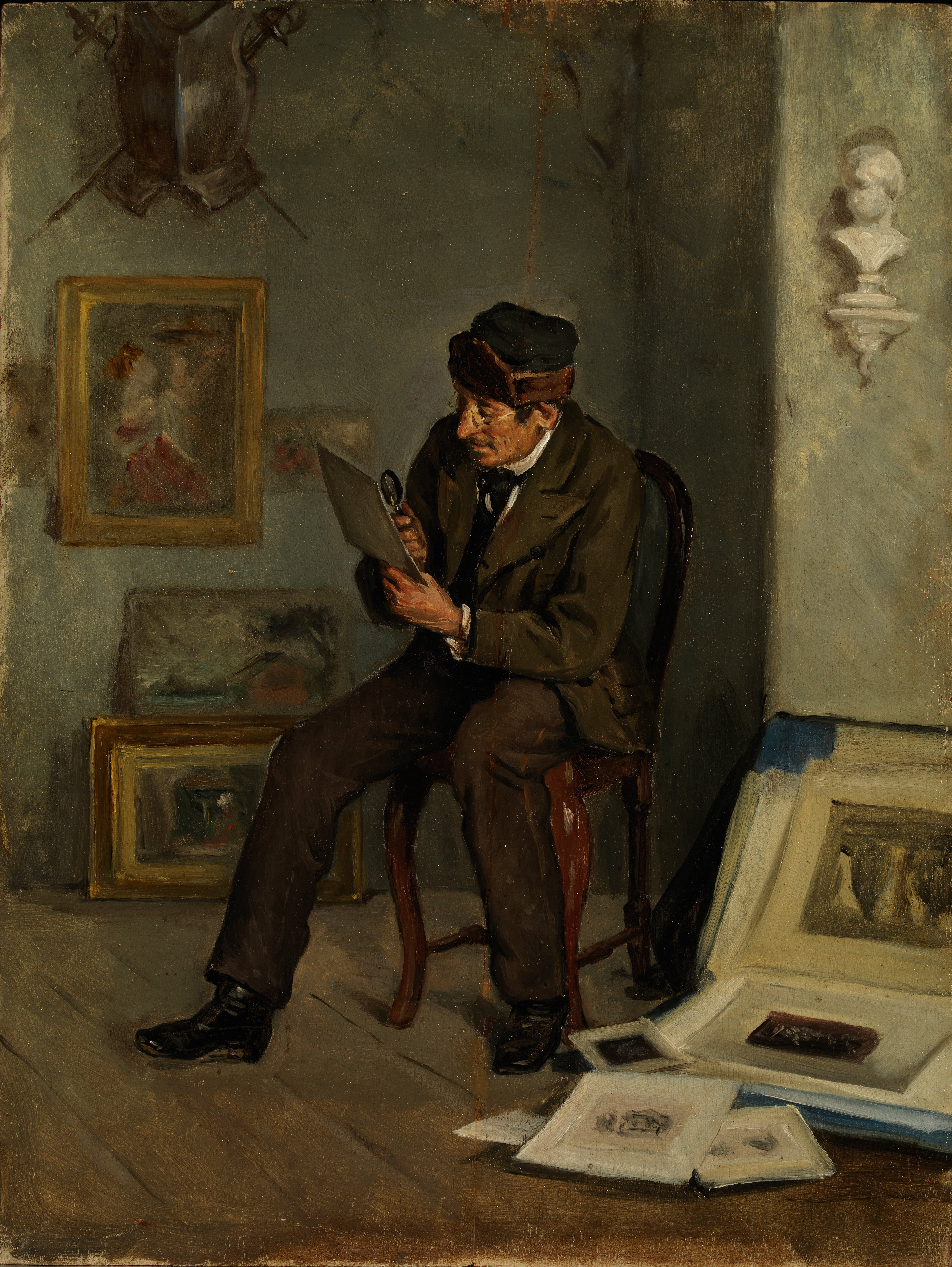

Pour les articles homonymes, voir Expert (homonymie).
 (avril 2016).
L'expert est une personne qui, en plus de posséder une connaissance théorique d'un domaine délimité de savoir, a acquis une connaissance pratique, avancée et reconnue par ses pairs du domaine. Par son expérience, l'expert est censé avoir acquis des habiletés particulières lui permettant de réaliser notamment des avis d'expertise.  

## Éléments de définition
L'expert est une personne réputée maîtriser la connaissance d'un domaine donné. Cette connaissance est censée avoir une réalité en soi. De plus, il doit avoir acquis une expérience reconnue par ses pairs. L'expert est en mesure d'évaluer les éléments faisant partie de son champ d'expertise et de produire des avis d'expertise.

### Distinctions
Par ses habiletés acquises notamment par son expérience, l'expert se distingue du novice.
Par ailleurs, il faut différencier l'expert du savant et du spécialiste. Concernant ce dernier, on peut être spécialisé dans un domaine sans en être un expert.

### Qualités attendues
On attend généralement d'un expert plusieurs qualités : 
- posséder une connaissance qui ne soit pas surpassée par celle du savant ;
- avoir la capacité du fait de son expérience et d'une intégration de savoirs variés, d'exprimer des jugements pertinents (sagacité) ;
- se révéler apte à communiquer et à participer à des débats ouverts avec des décideurs et des non-experts ;
- honnêteté, indépendance et compétence.

La neutralité de l'avis de l'expert peut être contrainte par des engagements, tel que signatures de clauses de confidentialité ou de devoir de réserve, afin d'éviter des conflits d'intérêts, des pressions de la part de ses employeurs et/ou d'influences diverses. Pour limiter les risques de ce type, de nombreuses agences internationales ou nationales se voulant indépendantes, conformément à leurs statuts, demandent maintenant à leurs experts scientifiques de déposer et signer une « déclaration d’intérêt ». De plus chaque expert se doit d'établir une « déclaration spécifique d’intérêt » pour chaque réunion et en relation avec « tout mandat donné ». L'EFSA a prévu un examen des déclarations visant à détecter d'éventuels conflits potentiels d’intérêt et à agir en conséquence. Les intérêts pris en compte sont directs ou indirects : ce sont, par exemple, les conflits d'intérêts qui pourraient être induits, tel qu'un emploi (actuel ou ancien, dont il peut être en sous-traitance), des investissements, tout type d'honoraires, une participation au capital d'une entreprise, une bourse, un parrainage ou n'importe quel type de prestation ainsi que des intérêts découlant des activités professionnelles de l'expert ou de ses proches y compris en parenté ; l’appartenance ou l’affiliation à une organisation ou à un organisme ayant des intérêts dans les travaux de l’EFSA. L'expert doit notamment fournir un curriculum vitæ détaillé, ce qui peut poser un problème dans le cas d'experts ayant fait des travaux relevant de la confidentialité imposée par contrat ou relevant de la défense. Cette transparence répond à quelques scandales liés à une expertise partiale, mais aussi au fait que dans certains domaines émergents (certains domaines du génie génétique ou des nanomatériaux par exemple, où il est difficile de trouver des experts qui ne soient pas peu ou prou liés à des entreprises ou à des intérêts privés ou publics). Malheureusement, depuis des années, l'EFSA est au centre même de la question en matière, non seulement, de l'indépendance de ses membres mais de conflits majeurs concernant des intérêts et financements par les industries alimentaires en parties liés à leurs travaux.
L'expert reconnu dans une profession, une spécialité, qui fait référence de fait ne peut être qu'un spécialiste en conflit quasi permanent d'intérêt selon la définition la plus répandue dans le monde des amphithéâtres, des centres de recherches et/ou de l'enseignement. Car cet expert, ces experts se doivent d'être connus, reconnus de tout professionnel, tout technicien, tout spécialiste en la matière et être un référent. De fait être au sein de ses pairs et connu de chacun qui lui accorde confiance et crédit qui sont validés. Par ailleurs un élément déterminant reste à connaître concernant l'expert qui engage ses avis, son expertise vis-à-vis de tiers a-t-il souscrit une assurance en responsabilité civile professionnelle venant en couverture d'erreurs éventuelles, dommages provoqués, pertes de pièces, retard en sa mission.

## Critiques
Certains penseurs dont Howard Zinn pensent qu'il existe deux idées fausses à propos des experts : 
1. les experts seraient plus lucides et plus intelligents que les citoyens ordinaires. Ce n'est pas toujours le cas selon lui ;
2. ces experts seraient dignes de confiance et pourraient agir au nom des citoyens car ils auraient les mêmes intérêts, les mêmes valeurs, les mêmes désirs. Bref, les experts seraient objectifs. Or, la sociologie a démontré que tous les êtres humains sont influencés par leur histoire personnelle, leur groupe social (s'ils sont riches ou pauvres, cela influe sur leur façon de penser), leur sexe, leur couleur de peau, leurs mœurs, etc.

Même lorsqu'il se livre à une observation scientifique, le savant sait que ce qu'il observe sera affecté par son point de vue. Le scientifique allemand Werner Heisenberg devint célèbre grâce à son "principe d'incertitude". Dans son livre de 1959, From Plato to Planck, il écrit qu'en "science on n'a pas affaire à la nature elle-même mais à la science de la nature - c'est-à-dire à la nature qui a été pensée et décrite par l'homme". Selon Howard Zinn, « s'en remettre aux grands penseurs, aux autorités et aux experts est [...] une atteinte à l'esprit même de la démocratie. Toute démocratie repose sur l'idée que hormis certains détails techniques à propos desquels les experts peuvent être utiles, les décisions importantes pour l'ensemble de la société sont à la portée de n'importe quel citoyen ordinaire. » .
Le sociologue Pierre Bourdieu dénonce l'expertise médiatique : à côté de l'expert institutionnel « traditionnel » mandaté par une autorité et éventuellement médiatisé, apparaît l'expert médiatique, le fast thinker (« celui qui pense vite », néologisme de Bourdieu forgé sur le modèle de fast food) régulièrement convoqué par les médias pour éclairer leurs publics sur certaines thématiques (écologiques, économiques, scientifiques, sociétales mais aussi faits divers, attentats terroristes ou affaires judiciaires). L'omniprésence des fast thinkers s'explique en partie par la standardisation des formats médiatiques, l’hystérisation des débats, l'accélération du temps médiatique, l'économie de temps et d'argent que ces experts font gagner aux sociétés de production grâce à leur disponibilité, leur connaissance des codes et règles spécifiques au champ médiatique (modalités d'énonciation, discours condensés et rhétoriques, incorporation des contraintes liées à la course à l'audience, etc.),.
À noter que les critiques répétées à l'égard des experts peuvent avoir un effet pervers : abaisser le niveau général du débat en mettant tous les points de vue sur le même plan.

## Expertise citoyenne
Une notion nouvelle, dérivée du concept d'expert, apparaît qui est l'« expertise citoyenne », qui peut éventuellement mobiliser une contre-expertise scientifique.
Des chercheurs tentent aussi depuis la fin du XXe siècle de développer et affiner des systèmes experts généralement basés sur des logiciels conçus pour en quelque sorte « imiter » la démarche d'analyse d'experts d'un domaine donné (ex : assistance au diagnostic médical).

## Types d'expert
L'ANPE définit dans son répertoire opérationnel des métiers et des emplois un certain nombre de métiers ayant pour titre « expert », comme « expert / experte en art » ou « expert / experte UNIX ».

### Dans le secteur immobilier
Dans ce secteur, il existe deux types d'experts.
- Les « experts immobiliers » qui sont chargés d'évaluer la valeur des biens, qu'il s'agisse d'une valeur vénale, valeur locative, d'un cout de reconstruction, valeur à la casse, etc.  Il s'agit de techniciens combinés du droit (de l'urbanisme, de la construction, fiscal, etc.) et du bâtiment (type de matériaux, etc.), mais il est à noter qu'ils ne sont pas systématiquement agréés auprès des tribunaux[11].

- Les « experts en diagnostic immobilier », également appelés diagnostiqueurs immobilier, qui analysent le bien pour mesurer sa surface exacte, identifier la présence ou non de plomb, d'amiante, de parasites, mesurer les performances thermiques ou en matière d'isolation sonore, etc. En France, depuis le 1er novembre 2007, pour prétendre exercer, les diagnostiqueurs immobiliers doivent être certifiés par le COFRAC.

D'autres types d'experts peuvent cependant être connexes avec l'immobilier. C'est le cas d'un géomètre-expert ou encore d'un « expert en bâtiment ». Il est différent des experts immobiliers de par le but de sa mission, beaucoup plus orienté sur les problèmes du bien immobilier que sur sa valeur. Il peut cependant avoir à se prononcer sur une valeur générale de l'immeuble, par exemple dans le cadre d'un problème d'assurance où la valeurs des dégâts seraient plus importantes que la valeur vénale du bien.

### Dans le secteur comptable
Il s'agit de missions légales d'experts comptables.
La plupart des interventions d'un expert, réglementées par le code du travail, sont financées par l'entreprise elle-même :
- analyse des comptes annuels ;
- contrôle de la participation et de l'intéressement ;
- procédure d'alerte.

### Dans le secteur des assurances
- Expert en assurances : il est chargé par les sociétés et mutuelles d'assurances, d'établir le montant du préjudice subi par un assuré aux fins de l'indemniser à sa juste valeur.

Il existe autant d'expert en assurances que de spécialités pour couvrir tous les domaines de la technicité : bijoux et œuvres d'art, mobilier, immobilier, automobile, etc.
Lorsqu'au cours de son estimation l'expert en assurance a un doute sur les circonstances du sinistre, il en réfère à son mandant (la société ou la mutuelle) qui mandate alors un inspecteur ou un enquêteur d'assurances, également dénommé « expert-enquêteur ».
- L'expert-enquêteur (ou enquêteur d'assurances) : il s'agit d'un double technicien de l'assurance et de l'investigation, un « enquêteur de droit privé » spécialisé dans les litiges d'assurances.

Son rôle consiste à déterminer les circonstances d'un sinistre qu'il soit automobile, un vol, un incendie ou autre.
L'expert enquêteur ou « enquêteur d'assurances » entendra les parties, recherchera les témoins, tentera de comprendre éventuellement les causes d'un sinistre (par exemple en matière de circulation un dysfonctionnement des feux tricolores, en matière d'incendie la présence de produits inflammables...).
Son rôle, à cheval entre le détective et l'expert en assurances sera primordial pour assurer la défense de l'assuré face à un adversaire de mauvaise foi qui conteste et tente de dégager sa responsabilité.
Il peut donc être amené à conclure sa mission par une fraude ou une tentative de fraude à l'assurance lorsqu'un adversaire (parfois un assuré) utilise de fausses factures, présente de faux préjudices, etc.
Le rapport permet alors à la compagnie de dégager la responsabilité de son assuré poursuivi devant les Tribunaux et, dans les cas les plus graves, à déposer une plainte avec constitution de partie civile pour escroquerie ou tentative s'il y est donné une suite pénale.
- L'expert d'assuré a pour fonction de défendre le client (entreprise ou particulier) face à l'expert d'assurance en cas de sinistre. Il permet aussi à une entreprise ou à un particulier d'évaluer ses biens afin de les assurer en réalisant une expertise préalable, de les vendre ou d'optimiser leur gestion en réalisant une Évaluation immobilière.

L'expertise préalable est définie par le référentiel CNPP 6109 de juin 2013, édité par le Centre national de prévention et de protection.

### Dans les secteurs de la propriété industrielle, intellectuelle, artistique, droits d’auteur, presse,  droit à l’image
- Domaines artistiques, de création, de la communication  et de la publicité,
- Informatique,  atteintes aux droits du numérique, sites miroirs,  noms de domaines

- contrefaçon, copies des dessins et modèles, produits et contrefaçons dangereux pour la sécurité et la santé,
- contrats de licence, droits dérivés, marques, brevets, droits d’auteur, litiges clients-fournisseurs, évaluations diverses, préjudice,

- traçabilité des réseaux,  concurrence déloyale, recherches des filières
- avis technique et métiers afin de résolution amiable des litiges

### Dans le secteur des traductions
Il y a aussi des experts traducteurs (ou bien traducteurs experts ou bien traducteurs assermentés) et interprètes, qui traduisent des documents officiels (certificats, par exemple),.